# 캐리어 (가방)

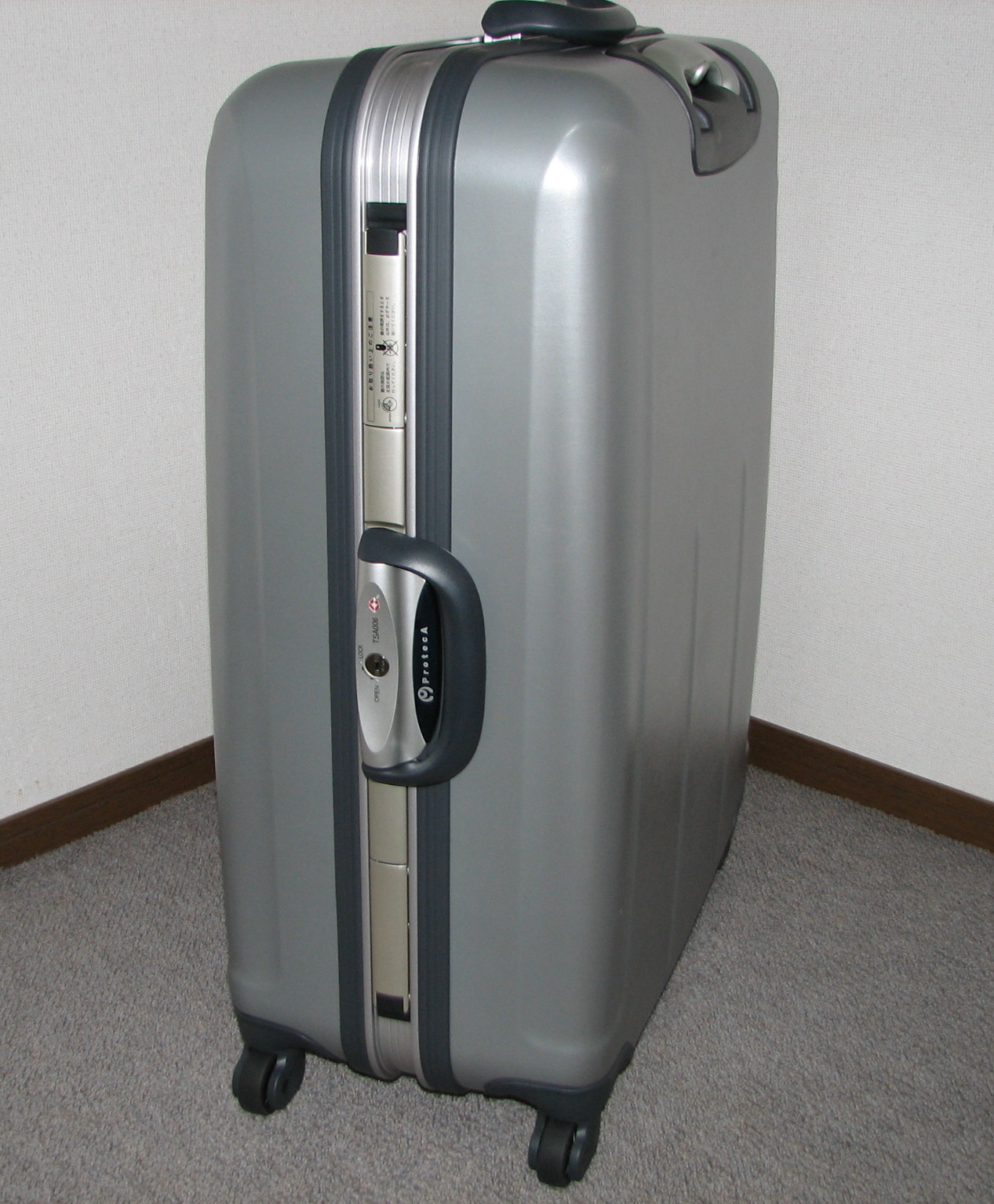
회색 캐리어의 모습

캐리어(영어: Carrier)는 바닥에 바퀴가 달린 가방을 의미한다. 캐리어는 한국어식 영어로, 영어로는 트롤리 케이스(영어: Trolley Case) 등으로 불린다.
2륜으로 된 캐리어는 바퀴가 아래에 오도록 기울여 사용한다. 4륜으로 된 캐리어는 기울여 2륜만 바닥에 붙이고 사용하거나 4륜 모두 땅에 붙이고 끌어서 사용한다. 또한 캐리어는 밀고 당기기 쉽도록 손잡이가 붙어있는 것이 많다.